# 第2回統一地方選挙
第2回統一地方選挙（だい2かいとういつちほうせんきょ）は、日本における地方自治体の首長と地方議会議員の大部分を全国一斉に改選するために行われた統一地方選挙で、1951年4月23日と同年4月30日に投票が行われた。

## 基礎データ

### 選挙日程

#### 都道府県選挙
- 4月3日：選挙期日告示
- 4月15日：知事選挙の選挙公報掲載申請締切日
- 4月19日：供託金を没収されない立候補辞退最終日
- 4月20日：立候補届出締切
- 4月27日：補充立候補届出締切
- 4月29日：不在者投票最終日
- 4月30日：投票日
- 5月1日：開票日

#### 市区町村選挙
- 4月3日：告示
- 4月12日：供託金を没収されない立候補辞退最終日
- 4月13日：立候補届出締切
- 4月20日：補充立候補届出締切
- 4月22日：不在者投票最終日
- 4月23日：投票日
- 4月24日：開票日

### 改選数

#### 都道府県選挙
- 都道府県知事選挙：34都道府県34名
- 都道府県議会議員選挙：46都道府県議会2509名

#### 市区町村選挙
- 市区長選挙：203市区203名（東京18区含む）
- 町村長選挙：7065町村7065名
- 市区議会議員選挙：248議会（東京22区含む）8791名
- 町村議会議員選挙：9583議会17万1386名

## 選挙結果
凡例
- 党派：自由党＝自由、国民民主党＝民主、日本社会党＝社会、日本共産党＝共産、労働者農民党＝労農、農民協同党＝農協、社会民主党＝社民、無所属＝無所
- 現職＝現、前職＝前、新人＝新

### 都道府県知事選挙当選者
知事選挙の結果、保守系が圧倒的多数を占める結果となった。なお愛知県と徳島県および宮崎県の3県では当選に必要な法定得票を得た候補がいなかったため、決選投票（愛知県：5月11日、徳島県および宮崎県：5月18日）が行われた。
投票率：82.58%
- 北海道：田中敏文（社会現）
- 岩手県：国分謙吉（無所現）
- 秋田県：池田徳治（無所新）
- 山形県：村山道雄（無所現）
- 茨城県：友末洋治（無所現）
- 栃木県：小平重吉（自由現）
- 東京都：安井誠一郎（無所現）
- 神奈川県：内山岩太郎（無所現）
- 山梨県：天野久（無所新）
- 新潟県：岡田正平（無所現）
- 長野県：林虎雄（社会現）
- 石川県：柴野和喜夫（無所現）

- 福井県：小幡治和（無所現）
- 静岡県：斎藤寿夫（無所新）
- 愛知県：桑原幹根（無所前）
- 三重県：青木理（無所現）
- 大阪府：赤間文三（自由現）
- 滋賀県：服部岩吉（自由現）
- 奈良県：奥田良三（無所前）
- 和歌山県：小野真次（無所現）
- 兵庫県：岸田幸雄（無所現）
- 岡山県：三木行治（無所新）
- 鳥取県：西尾愛治（無所現）
- 島根県：恒松安夫（無所新）

- 山口県：田中龍夫（無所現）
- 徳島県：阿部邦一（自由新）
- 愛媛県：久松定武（無所新）
- 福岡県：杉本勝次（社会現）
- 佐賀県：鍋島直紹（無所新）
- 長崎県：西岡竹次郎（自由新）
- 大分県：細田徳寿（無所現）
- 熊本県：桜井三郎（無所現）
- 宮崎県：田中長茂（無所新）
- 鹿児島県：重成格（無所現）

| 党派   | 人数 | 備考                                       |
| ------ | ---- | ------------------------------------------ |
| 自由党 | 9    |                                            |
| 社会党 | 4    |                                            |
| 諸派   | 1    |                                            |
| 無所属 | 32   | 自由党系13、民主党系4、社会党系3、その他12 |
| 合計   | 46   |                                            |

### 都道府県議会議員選挙
都道府県議会議員選挙は、自由党が46都道府県全ての議会で第一党となり、うち13都県では定員の過半数を制した。民主党や社会党はふるわなかった。
投票率：82.99%
| 党派         | 得票数     | 得票率 | 当選者数 |
| ------------ | ---------- | ------ | -------- |
| 自由党       | 13,570,081 | 37.9%  | 1074     |
| 日本社会党   | 5,497,626  | 15.3%  | 334      |
| 国民民主党   | 3,869,334  | 10.8%  | 285      |
| 農民協同党   | 508,932    | 1.4%   | 22       |
| 日本共産党   | 311,975    | 0.9%   | 6        |
| 労働者農民党 | 123,456    | 0.3%   | 6        |
| 社会民主党   | 80,792     | 0.2%   | 3        |
| 諸派         | 1,202,134  | 3.4%   | 93       |
| 無所属       | 10,681,441 | 29.8%  | 793      |
|              | 35,845,771 | 100%   | 2616     |

出典：表「都道県議員当選者数」・「都道府懸議員党派別得票数」。朝日新聞1951年5月2日付1面